# Saint-Didier-des-Bois

Saint-Didier-des-Bois este o comună în departamentul Eure, Franța. În 1 ianuarie 2022 avea o populație de 895 de locuitori.